# 徐惠
徐惠（627年—650年），湖州长城（今浙江省湖州市长兴县）人，果州刺史徐孝德女，是唐太宗李世民的妃嫔，於死後被唐高宗追封賢妃。

## 生平
徐惠生于贞观元年（公元627年），出生五個月即会说话，四岁熟读《论语》和《毛诗》，八岁已会写诗。父亲徐孝德试着让她拟《离骚》作诗，她立刻写了一首《拟小山篇》。父亲读后大惊，知道女儿的才华无法掩盖，就将她的文章传播出去。唐太宗听说后，将她纳为才人。她入宫酷爱读书，手不释卷，太宗非常喜欢，不久就提升她为婕妤，后来又升为充容。
贞观末年，唐太宗频起征伐、广修宫殿。徐惠上疏极谏，剖析常年征伐、大兴土木之害。唐太宗认可了她的看法并对她厚加赏赐。
貞觀二十三年（公元649年）五月二十六日，唐太宗駕崩。剛登極的唐高宗下旨將道德尼寺女僧和寺額遷至原侍中楊恭仁之宅居住，改稱道德尼寺為崇聖宮，並且特意安排昭儀某氏、韋昭容、徐充容等唐太宗正二品九嬪在崇聖宮居住，不用她們剃度為尼，極大限度地保證了高等級妃嬪的尊嚴。根據《唐詩紀事》的記載，「崇聖寺有徐賢妃妝殿」，顯示出徐惠在崇聖宮居住時釵裙齊整，並未有落髮。徐惠哀慕成疾，不肯服藥，又作七言詩和連珠以示愛慕。永徽元年（公元650年）病逝，年僅二十四歲，被唐高宗追贈為賢妃，陪葬昭陵石室。

## 徐賢妃文學作品

### 詩
- 《拟小山篇》
- 《长门怨》
- 《秋风函谷应诏》
- 《赋得北方有佳人》
- 《进太宗》

### 文賦
- 《奉和御制小山赋》
- 《谏太宗息兵罢役疏》

## 影視作品
- 電視劇

| 年份 | 劇名       | 演員   | 剧中姓名 |
| 1983 | 天之驕女   | 張瑞春 | 徐惠     |
| 1995 | 武則天     | 李建群 | 徐惠     |
| 2007 | 貞觀之治   | 王潔曦 | 徐惠     |
| 2014 | 武媚娘传奇 | 張鈞甯 | 徐慧     |

## 延伸阅读
[在维基数据编辑]
 在维基文库阅读此作者作品
 《舊唐書/卷51》，出自刘昫《舊唐書》
 《新唐書/卷076》，出自《新唐書》